# 26 Pułk Lotnictwa Myśliwskiego
26 Pułk Lotnictwa Myśliwskiego (26 plm) – oddział lotnictwa myśliwskiego ludowego Wojska Polskiego.

## Historia pułku
26 Pułk Lotnictwa Myśliwskiego został sformowany na podstawie rozkazu Nr 0096/Org. Ministra Obrony Narodowej z dnia 11 grudnia 1951 roku.
Pułk został zorganizowany w terminie od 1 stycznia do 1 czerwca 1952 roku, na lotnisku Królewo Malborskie, według etatu Nr 6/165 o stanie 290 wojskowych i 22 pracowników kontraktowych.
Jednostka weszła w skład 9 Dywizji Lotnictwa Myśliwskiego. Pierwszym dowódcą pułku został major Iwan Gołubickij. Do chwili jego przybycia za sprawy organizacyjne odpowiedzialny był porucznik Zbigniew  Sobeńko. 
Codziennie do pułku przybywali piloci, technicy, mechanicy i specjaliści innych służb.
29 kwietnia 1952 z Oficerskiej Szkoły Lotniczej Nr 4 w Dęblinie i Oficerskiej Szkoły Lotniczej Nr 5 w Radomiu przybyło 9 pilotów, a 16 maja z Technicznej Szkoły Wojsk Lotniczych - 14 chorążych. Pierwszymi samolotami w pułku były Jak-23, które dostarczono w ilości 12 sztuk w dniu 24 maja 1952. Pierwszy lot szkoleniowy odbył się 2 czerwca 1952.
25 września 1953 dowództwo wyjeżdżało do Zegrza Pomorskiego odebrać od budowniczych trzy bloki mieszkalne dla kadry, baraki koszarowe i płytę lotniska. Pięć dni później pułk rozpoczynał przebazowanie z Malborka do Zegrza Pomorskiego, które kończyło się 10 października 1953. W ostatnim dniu miesiąca jednostka otrzymywała 13 samolotów MiG-15.
Całkowite przezbrojenie w te samoloty nastąpiło do lata 1954. Sierpień 1954 - przebazowanie jednostki do Sochaczewa w związku z mającą się odbyć defiladą powietrzną nad Warszawą.
Znaczącym wydarzeniem w 1954 było połączenie Wojsk Lotniczych z Wojskami Obrony Przeciwlotniczej Obszaru Kraju. Z chwilą wstąpienia Polski do Układu Warszawskiego 1955 3 Korpus Lotnictwa Myśliwskiego przemianowano na 3 Korpus Lotnictwa Mieszanego.
W 1957 nastąpiła istotna reorganizacja w systemie OPL OK polegająca przede wszystkim na zmianie systemu dowodzenia podległymi wojskami oraz integracji sił przeznaczonych do obrony powietrznej terytorium kraju. Utworzono trzy korpusy obrony powietrznej (1, 2, 3). Tym samym uległy rozwiązaniu cztery dywizje lotnicze. 26 plm podporządkowano 2 KOP.
W dniu 11 maja 1959 roku pułk wizytował Minister Obrony Narodowej generał broni Marian Spychalski w towarzystwie Szefa Sztabu Generalnego WP generała broni Jerzego Bordziłowskiego i Dowódcy Wojsk Lotniczych generała dywizji Jana Frey-Bieleckiego.
W 1959 nastąpiła kolejna reorganizacja pułku. Na podstawie rozkazu Dowódcy Wojsk Lotniczych z dnia 14 sierpnia 1959 powstał Dywizjon Techniczny, któremu podporządkowano trzy eskadry lotnictwa myśliwskiego, dział obsługi technicznej, Służbę Inżynieryjno-Eksploatacyjną (SIE). W tym czasie pułk posiadał na wyposażeniu:
- 10 Lim-5;
- 17 Lim-2;
- 4 UTI MiG-15;
- 4 UTI LiM-1;
- 4 Jak-11.

W tym samym roku do pułków lotnictwa myśliwskiego wprowadzono MiG-19 przekraczające prędkość dźwięku.
Na odbywających się w dniach 28 września-8 października 1959 roku, na lotnisku we Wrocławiu, zawodach o mistrzostwo lotnictwa wojskowego reprezentacja pułku zajęła VI miejsce. 26 plm reprezentowali piloci: major Janusz Żywno, kapitan Roman Zieliński, kapitan Stanisław Stalicki oraz porucznik inżynier Ludwik Żminkowski.
6 marca 1960 roku, w rocznicę wyzwolenia Białogardu, generał brygady Michał Jakubik wręczył dowódcy pułku majorowi Januszowi Żywno sztandar ufundowany przez społeczeństwo tego miasta. Ceremonię wręczenia sztandaru zakończyła defilada połączona z przelotem dwóch trójek samolotów odrzutowych i tłokowych.
Na początku lat sześćdziesiątych lotnictwo myśliwskie otrzymało naddźwiękowe samoloty MiG-21, co zdecydowanie zwiększyło jego możliwości bojowe. Pierwszą grupę pilotów 26 plm do przeszkolenia na te samoloty wytypowano latem 1963.
Rok później, w sierpniu 1964, MiG-i-21 pojawiły się nad Rosnowem. We wrześniu 1968 po raz pierwszy odbyło się strzelanie rakietowe.
W dniu 5 lipca 1969 roku pułk gościł węgierską eskadrę lotniczą, która wraz z obsługą przybyła na lotnisko w Zegrzu Pomorskim celem wykonania strzelań na poligonie w Ustce.
Latem 1971 roku pułk gościł oficerów Demokratycznej Republiki Wietnamu.
W dniach 27 sierpnia-1 września 1973 na lotnisku w Mińsku Mazowieckim odbyły się finały III zawodów lotnictwa myśliwskiego Wojsk OPK o tytuł mistrza walki powietrznej. Pułk i 2 Korpus OPK reprezentował kapitan pilot Bolesław Sobania. W trakcie zawodów rozegrano 6 konkurencji. Tytuł mistrza walki powietrznej zdobył kapitan Sobania. Do jego zwycięstwa przyczynili się kapitan nawigator Zygmunt Kędziora i dowódca obsługi technicznej porucznik Ryszard Jurgielaniec.
W dniach 2-12 września 1974 roku odbyły się IV zawody lotnictwa myśliwskiego Wojsk OPK o tytuł mistrza walki powietrznej. Po raz pierwszy finał nie był rozgrywany na jednym, lecz na trzech lotniskach. Reprezentantem pułku i 2 Korpusu OPK był kapitan pilot Jacek Tuteja. Po raz trzeci z rzędu tytuł mistrzowski przywędrował do pułku, razem z pucharem, który został na sali tradycji na stałe. Nawigatorem był młodszy chorąży Włodzimierz Łukasik, obsługą samolotu kierował porucznik Jerzy Małek.
Istotną zmianą na szczeblu pułków było utworzenie w końcu lat siedemdziesiątych batalionów łączności i ubezpieczenia lotów na bazie ddl. W skład pułków lotniczych włączono też bataliony zaopatrzenia.
W dniach 15-21 lipca 1980 roku zespół kontrolny Naczelnego Dowództwa Sił Zbrojnych Układu Warszawskiego pod przewodnictwem generała pułkownika Podgornyj przeprowadził inspekcję pułku, która potwierdziła wysoką gotowość bojową oddziału.
W dniach 25 września-4 października 1980 jedna z eskadr 26 plm przebazowała się na lotnisko Trollenhagen na terytorium Niemieckiej Republiki Demokratycznej, natomiast na lotnisko w Zegrzu Pomorskim przybyła eskadra niemieckiego 2 Pułku Lotnictwa Myśliwskiego im. Jurija Gagarina.
W dniu 16 grudnia 1980 roku generał brygady pilot Marian Bondzior, w imieniu Rady Państwa, promował absolwentów Szkoły Oficerów Rezerwy na stopień podporucznika.
W dniach 13-31 maja 1983 roku pułk ponownie gościł jednostkę Węgierskiej Armii Ludowej (→ Węgierska Republika Ludowa), która przybyła na lotnisko w Zegrzu Pomorskim celem odbycia szkolenia taktyczno-bojowego oraz wykonania strzelań na poligonie w Ustce.
W dniu 12 września 1983 roku, z okazji 200. rocznicy utworzenia Komisji Edukacji Narodowej, Minister Oświaty i Wychowania odznaczył pułk Medalem Komisji Edukacji Narodowej za owocną współpracę oraz opiekę nad Szkołą Podstawową w Rosnowie.
W dniach 15-17 maja 1985 roku zespół pułku pod kierownictwem majora Jana Perczyńskiego, a prowadzony przez chorążego Zenona Dobrzyńskiego zajął I miejsce w zawodach lotniczej służby fotograficznej.
W dniach 23 czerwca-3 lipca 1987 roku jednostkę odwiedzili żołnierze Narodowej Armii Ludowej NRD. W tym samym czasie jedna eskadra pułku przebywała na lotnisku w Neubrandenburgu.
W dniu 22 lipca 1987 roku, w Narodowe Święto Odrodzenia Polski, „niespodziewaną” wizytę złożył w pułku Minister Obrony Narodowej, generał broni Florian Siwicki, który skontrolował gotowość bojową i przygotowanie do wykonania zadania bojowego. Ćwiczenie, podczas którego dokonano mobilizacji żołnierzy rezerwy wykazało wysoką sprawność i gotowość do wykonania zadań.
W 1989, w ramach restrukturyzacji SZ, rozwiązano między innymi 9 Pułk Lotnictwa Myśliwskiego w Debrznie.
26 Pułk Lotnictwa Myśliwskiego został przekazany do Wojsk Lotniczych i podporządkowany dowódcy 4 DLM z jednoczesną zmianą nazwy jednostki na 9 Pułk Lotnictwa Myśliwskiego.

## Dowódcy pułku
- 11 kwietnia 1952 - 2 lipca 1954 - mjr pil. Iwan Gołubickij
- 2 lipca 1954 - 9 listopada 1954 - cz.p.o. kpt. pil. Marian Chrzan
- 9 listopada 1954 - 18 listopada 1957 - mjr pil. Marian Bondzior
- 18 listopada 1957 - 24 lutego 1962 - mjr pil. Janusz Żywno
- 24 lutego 1962 - 13 marca 1964 - mjr pil. Zdzisław Strelau
- 14 marca 1964 - 14 grudnia 1966 - mjr pil. Stanisław Stalicki
- 14 grudnia 1966 - 14 września 1971 - ppłk Czesław Bil
- 14 września 1971 - 20 lutego 1974 - ppłk dypl. pil. Władysław Pasiewicz
- 20 lutego 1974 - 12 października 1976 - ppłk Henryk Sygnowski
- 12 października 1976 - 4 czerwca 1983 - ppłk pil. Bogusław Wasilewski
- 4 czerwca 1983 - 22 października 1986 - ppłk Kazimierz Małecki
- 22 października 1986 - 18 lutego 1989 - ppłk pil. Wojciech Górski

## Polegli śmiercią lotnika
- podporucznik pilot Jerzy Golik zginął w dniu 4 marca 1954 roku podczas wykonywania zadań w powietrzu na samolocie MiG-15[2] w katastrofie lotniczej, w locie wewnątrz chmury otworzył hamulce aerodynamiczne co spowodowało znaczne zmniejszenie prędkości i w efekcie „przepadnięcie” samolotu, a następnie jego zderzenie z ziemią, przyczyną katastrofy był błąd pilotażowy[3],
- podporucznik pilot Jerzy Świeńczak zginął w dniu 9 sierpnia 1954 roku[2][4] o godz. 9.45[potrzebny przypis] w katastrofie lotniczej, w następujących okolicznościach: w czasie podejścia do lądowania na nie w pełni sprawnym samolocie MiG-15[2], po zderzeniu w powietrzu w czasie ćwiczeń lotu w szyku z samolotem pilotowanym przez porucznika pilota Mieczysława Kochanowskiego, Kochanowski katapultował się, zaś ppor. Świeńczak chciał ratować sprzęt[potrzebny przypis] rozbijając się przy próbie lądowania awaryjnego. Przyczyną było nieprzestrzeganie przez uratowanego zasad dołączania do szyku oraz podejście do lądowania awaryjnego uszkodzonym samolotem[5],
- podporucznik pilot Marian Wolszczak zginął w dniu 18 maja 1955 roku w katastrofie lotniczej, w następujących okolicznościach: wystartował na samolocie Lim-2[2] jako prowadzony, w parze z porucznikiem pilotem Bolesławem Turbańskim, warunki atmosferyczne były bardzo trudne, prawdopodobną przyczyną katastrofy była utrata orientacji przestrzennej, pilot katapultował się, samolot wpadł do jeziora Łebsko. Ciało pilota znaleziono po kilku miesiącach. Porucznik Pilot Marian Wolszczak został pochowany w Warszawie na Cmentarzu Powązkowskim[6][5]
- podporucznik pilot Henryk Tokarski zginął w dniu 30 maja 1956 roku podczas wykonywania na samolocie MiG-15[2] zadań w powietrzu, przyczyną było wpadnięcie w korkociąg, z którego nie zdołał wyprowadzić samolotu[7],
- porucznik pilot Jerzy Matuszewski[2], syn Kazimierza, urodzony 20 grudnia 1932 w Poznaniu, absolwent Oficerskiej Szkoły Pilotów w Radomiu w 1953 roku, starszy pilot 26 Pułku Lotnictwa Myśliwskiego w Zegrzu Pomorskim 11 Armii Powietrznej, pilot 2 klasy. Nalot: 600 godzin na samolotach: Jak-11, UTI MiG-15, Lim-2. Misja: lot w celu przechwycenia celu powietrznego według ćwiczenia 149 KPB IA-55.  Okoliczności katastrofy: Pilot samolotu Lim-2 wystartował 4 lutego 1958 roku[2] o godzinie 14:02 z lotniska w Zegrzu Pomorskim w celu przechwycenia celu powietrznego. Przed odlotem sprawdzono łączność radiową pomiędzy pilotem a kierownikiem lotu. Po starcie pilot zgłosił, że wyłącznik elektrycznego sterowania podwoziem wyłączył się. Minutę później poprosił o pozwolenie na przebicie się przez chmury w górę i takie pozwolenie otrzymał. 2 minuty po starcie komunikacja z pilotem ustała. Samolot w niejasnych okolicznościach zderzył się z ziemią w odległości 14 kilometrów na zachód od lotniska odlotów i 3 kilometry na zachód od Przylądka Słomino.  Przyczyna: Prawdopodobną przyczyną jest utrata orientacji przestrzennej. Miejsce pochówku: Cmentarz Poznań Górczyn[8],
- podporucznik pilot Tadeusz Golon i podporucznik pilot Jerzy Piotrow[potrzebny przypis] zginęli w dniu 21 marca 1960 roku o godz. 11.00 śmiercią lotników[potrzebny przypis], w czasie wykonywania strzelań do rękawa, ich samoloty zderzyły się w powietrzu[9] ulegając całkowitemu zniszczeniu[potrzebny przypis],
- podporucznik pilot Mieczysław Leloch zginął w niewyjaśnionych okolicznościach na samolocie Lim-2 w dniu 12 maja 1960 roku, podczas wykonywania lotu w dzień, w trudnych warunkach atmosferycznych[9],
- podporucznik pilot Czesław Rawski zginął w dniu 17 kwietnia 1967 roku, w czasie wykonywania lotu w dzień, w trudnych warunkach atmosferycznych, jego samolot MiG-21 PF podczas przebijania chmur, w 34 minucie lotu zderzył się z ziemią, przyczyną katastrofy była zła organizacja szkolenia lotniczego[10],
- podporucznik pilot Mieczysław Brańka zginął w dniu 28 września 1967 roku o godz. 18.42[potrzebny przypis], wypadek zdarzył się na samolocie MiG-21 PF w czasie lotów nocnych w zwykłych warunkach atmosferycznych, podczas podchodzenia do lądowania na lotnisku w Zegrzu Pomorskim. 17 km przed lotniskiem samolot uderzył w wierzchołki drzew, a następnie w ziemię. Przyczyną katastrofy był błąd pilotażowy[10].
- podporucznik pilot Włodzimierz Łubniewski zginął w dniu 23 maja 1968 roku o godz. 6.35 w katastrofie lotniczej, w następujących okolicznościach: pilot startował na samolocie Mig-21PMF SPS z lotniska w Zegrzu Pom. w celu wykonania lotu na przechwycenie w ramach odbywających się ćwiczeń. W chwili oderwania się samolotu od pasa otworzyła się osłona kabiny. Pilot przerwał start, ale po chwili zmienił decyzję i dalej go kontynuował. Gdy samolot zbliżył się do przeszkody terenowej, pilot energicznie pociągnął drążek sterowy do tyłu, pomimo niedostatecznej prędkości. Maszyna z dużym kątem natarcia zaczęła się wznosić, by następnie spaść z wysokości 20 m na lewe skrzydło, w położeniu odwróconym uderzając w ziemię[11]. Przyczyny: błąd pilota, polegający na podjęciu przez pilota błędnej decyzji o kontynuowaniu startu w wyjątkowo niesprzyjających warunkach: koniec pasa startowego, nierówna trawa. Powodem otwarcia osłony kabiny było nieprawidłowe jej zamknięcie i niesprawdzenie przed startem, czy jest prawidłowo zamknięta[10],
- podporucznik pilot Henryk Grzegorz Zieliński zginął 3 lipca 1973 roku w katastrofie lotniczej Lim-5, w czasie lotu na walkę powietrzną w dzień, przyczyna: błąd pilota[12],
- kapitan pilot Jan Kozyra (instruktor) i podporucznik pilot Ryszard Duro zginęli w dniu 7 września 1987 roku w czasie wykonywania zadania w powietrzu na samolocie TS-11 Iskra. Przyczyny: samowolne obniżenie wysokości lotu przez załogę do niebezpiecznie niskiego poziomu, a także wykonywanie manewrów wokół osi podłużnej samolotu w trakcie wznoszenia[13].